# Endestation
En endestation er en jernbanestation eller et sted, hvor tog, busser eller sporvogne starter fra eller ender ved. Desuden er det start- hhv. slutpunkterne for jernbaner.
Endestationer kan udformes på forskellig vis. Ved jernbaner benyttes en del steder rebroussementsstationer, hvor hovedsporet ender blindt ved en sporstopper på selve stationen. Alternativt kan den være anlagt som en almindelig gennemkørselsstation, enten fordi det var meningen, at banen skulle fortsætte, eller den faktisk gjorde det tidligere. I alle tilfælde gælder, at stationens udformning kan variere lige fra et enkelt spor ved en perron til adskillige spor med tilhørende maskindepot, alt efter om togene bare skal tilbage, hvor de kom fra, eller de har deres base på stationen. Derudover spiller det ind, om der skal rangeres ved endestationen, eller om der benyttes togsæt eller styrevognstog. I de sidstnævnte tilfælde kan togene styres fra begge ender, og lokomotivføreren behøver derfor kun derfor gå ned i den anden ende. Alternativet er at lokomotivet skal flyttes, hvilket er mere tidskrævende og kræver ekstra spor til rangering ved endestationen.
Busser og sporvogne benytter ofte vendesløjfer eller terminaler, hvor der køres rundt for at køre tilbage i den retning, man kom fra. Denne enkle måde at skifte retning benyttes også af enkelte jernbaner, men da de kræver større kurveradier og dermed mere plads, er det dog sjældent. Et andet sjældent indslag nu om stunder er sportrekanter, hvor lokomotiver og sporvogne kan foretage trekantvendinger. En del sporvogne kan dog ligesom tog også benytte mere simple endestationer, hvor der endes ved en sporstopper eller lignende. Dette skyldes at disse sporvogne er beregnet til at køre begge veje, hvorfor vognstyreren blot behøver at gå ned i den anden ende af vognen ved endestationer. Dette i modsætning til andre typer sporvogne og busser, der kun kan styres fra en ende, med den følge at hele sporvognen eller bussen skal vendes ved endestationen.
Endestationens funktion som sådan kombineres ofte med andre ting. Den kan fungere som trafikknudepunkt, hvor flere jernbaner og/eller linjer mødes, hvad enten de ender her eller bare passerer, og som passagererne kan skifte imellem. Denne funktion gør det også oplagt at have billetsalg, information, butikker og hvad passagererne ellers har behov for. For personalet kan der være opholdsrum, hvor de kan slappe af og holde pause. Modsat er der dog også mange endestationer, hvor der ikke er noget. Det er f.eks. typisk tilfældet i udkanten at byer, hvor endestationer kun tjener til at betjene et givet kvarter, og hvor de busser og sporvogne den betjenes af kun holder der kort tid, inden de returnerer.